# Bay-Keramik
Die Eduard Bay GmbH, Markenname meist Bay-Keramik, war ein deutscher Hersteller für Keramikprodukte im Kannenbäckerland.

## Geschichte
Das 1933 von Eduard Bay (1909–1978) in Ransbach im Westerwald gegründete Unternehmen stellte Zier- und Gebrauchskeramik her. Zuerst in Terrakotta, wurde 1936 auf Glasurkeramik umgestellt. Bay-Keramik ist bekannt für ihre Entwürfe, für die in den 1950er Jahren Josef Koch verantwortlich war und später der deutsche Designer Bodo Mans (1935–2001). Mans war ab 1960 freier Mitarbeiter, ab 1962 festangestellt.
1966 wurde der Römertopf von Franz Peter Münch, dem Schwiegersohn von Eduard Bay, erfunden, und 1967 auf der Hannover-Messe erstmals vorgestellt. Die Markenrechte wurden 1997 an die Römertopf Keramik GmbH verkauft. Insgesamt wurden bis heute über 25 Millionen Römertöpfe verkauft.
Die Produktion wurde 1998 eingestellt.

## Galerie

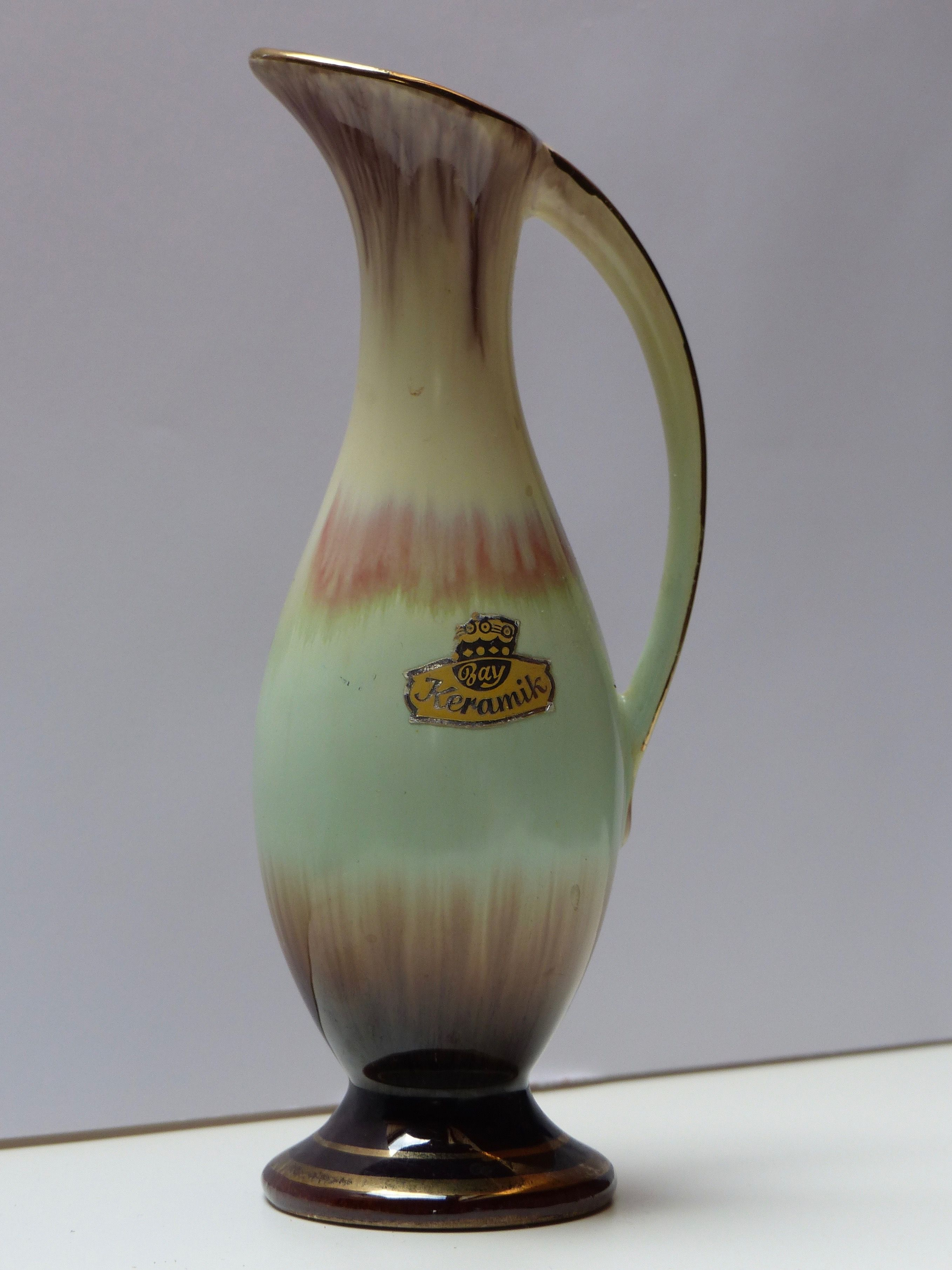
Vase 523-20, 1950er Jahre
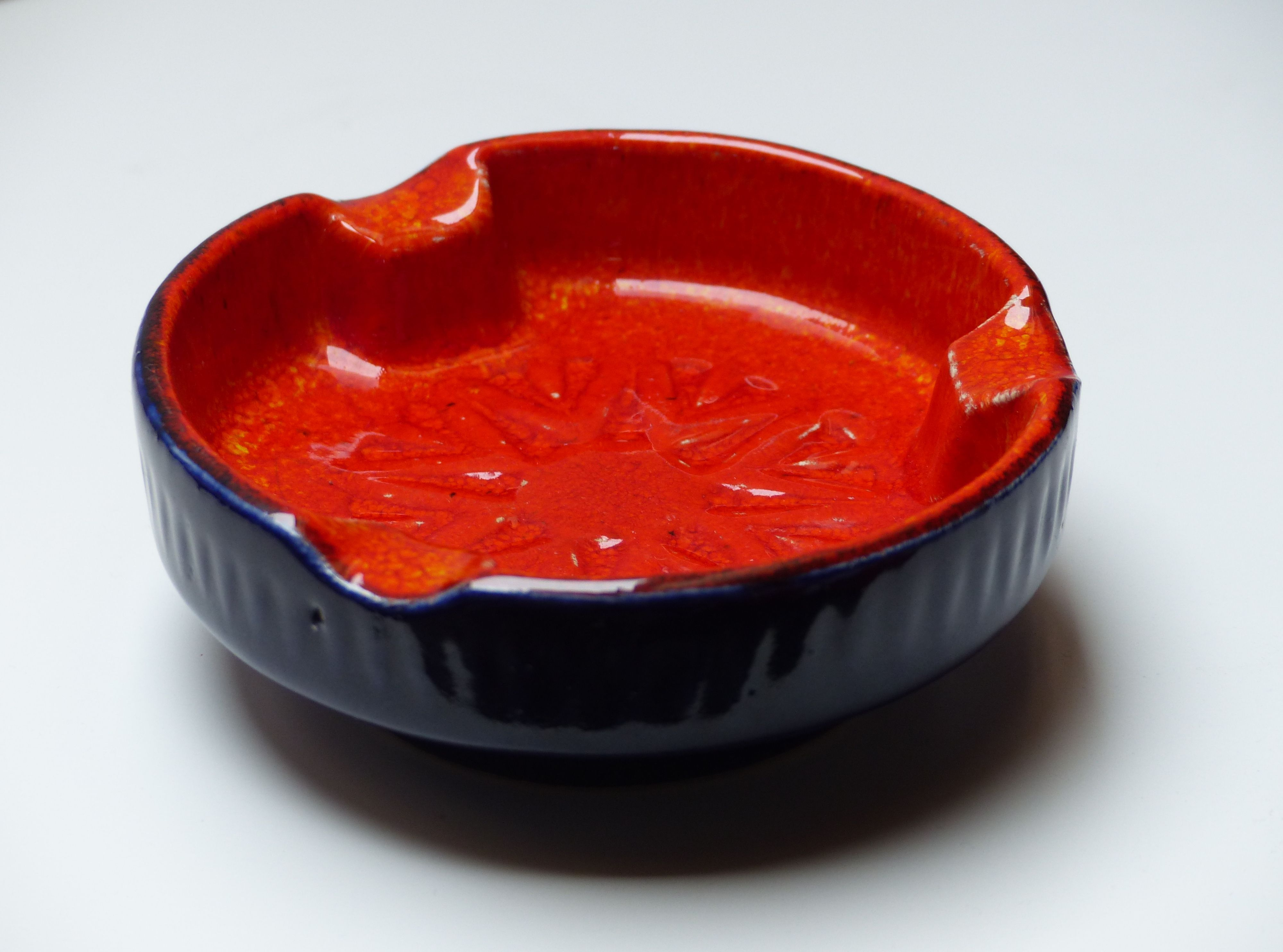
Aschenbecher 31-11, 1960er Jahre
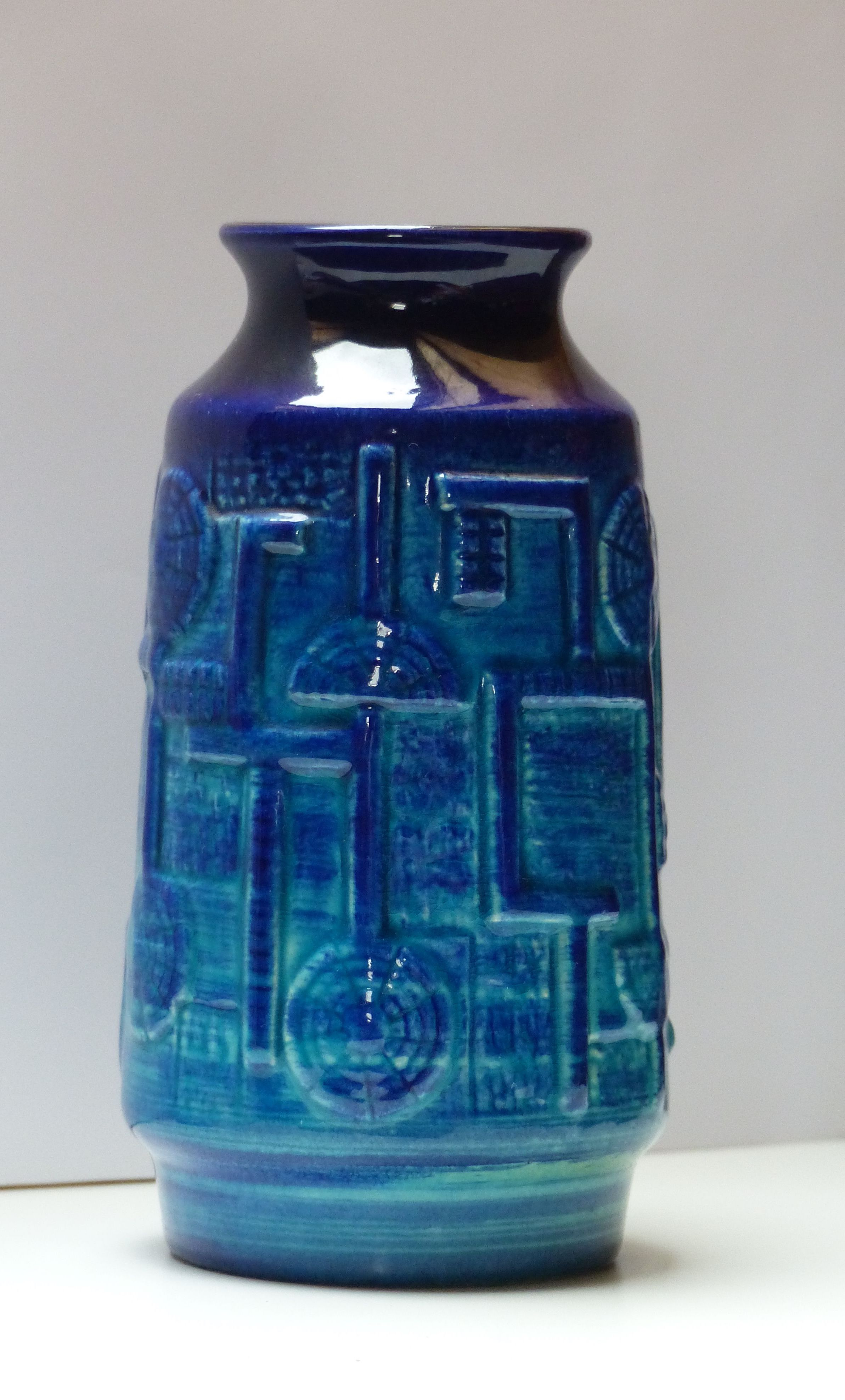
Vase 952-17, 1960er Jahre
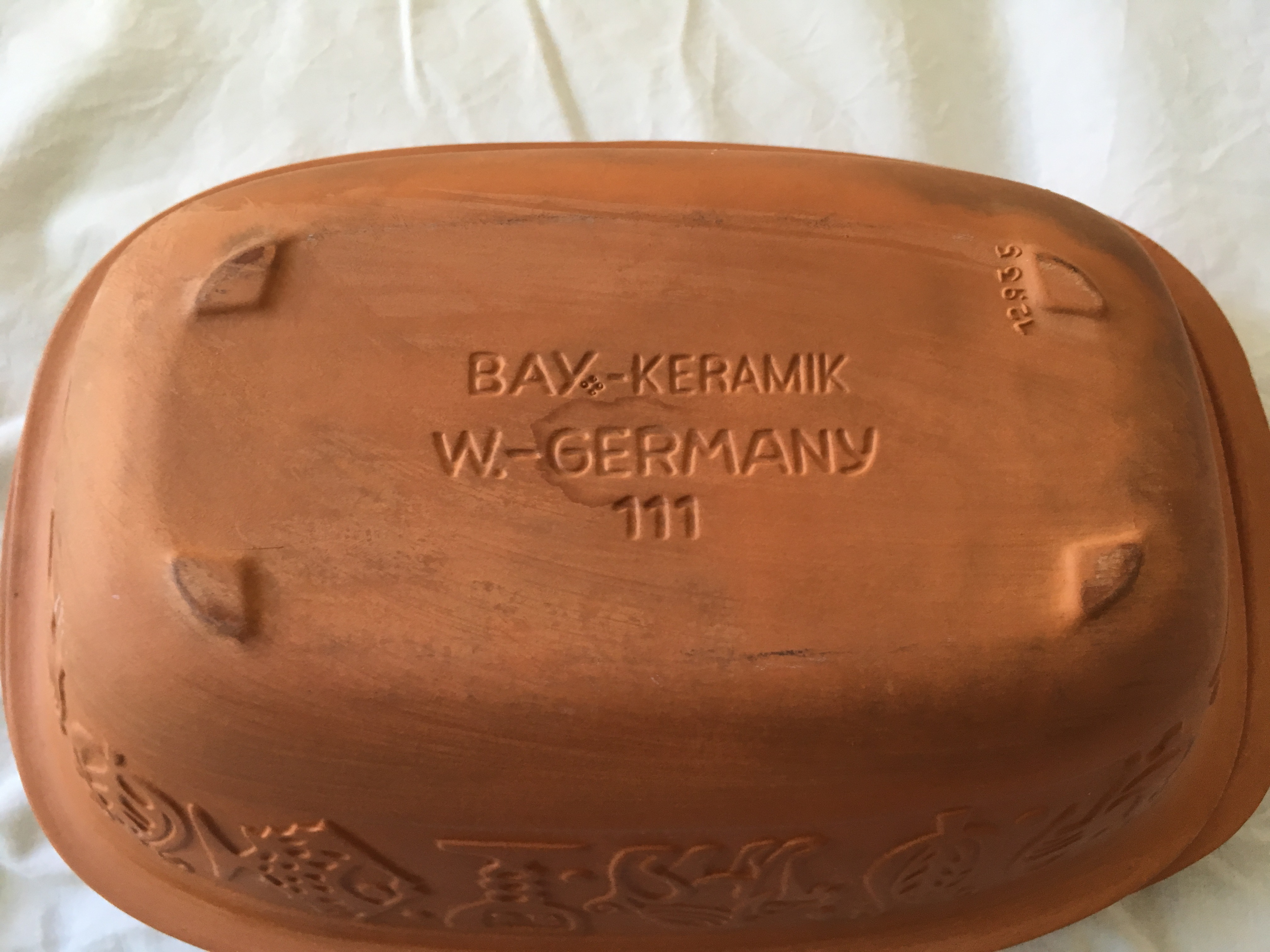
Römertopf, Unterseite, vermutlich Anfang 1990er Jahre